# Репниха
Репниха (рос. Репниха) — присілок в Варнавинському районі Нижньогородської області Російської Федерації.
Населення становить 8 осіб. Входить до складу муніципального утворення Богородська сільрада.

## Історія
Від 2009 року входить до складу муніципального утворення Богородська сільрада.

## Населення
| 1999 | 2002 | 2010 |
| ---- | ---- | ---- |
| 7    | ↗11  | ↘8   |